# CzechTek

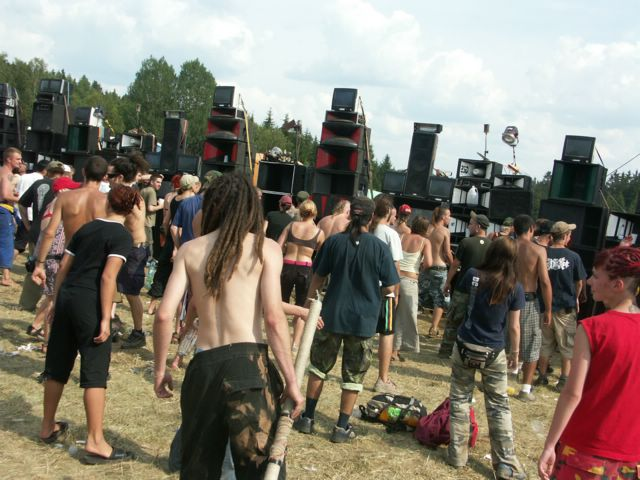
Asistentes del teknival frente a un sound system.

CzechTek fue un festival de música freetekno que se celebró anualmente entre 1994 y 2006 el último fin de semana de julio en la República Checa. Se trata de uno de los teknivales más relevantes de la historia del free party y el más reconocido en tierras checas. Como todo teknival, el CzechTek era gratuito y no-comercial, además de que carecía de un organizador oficial (en sintonía con la cultura D.I.Y.) y eran los propios colectivos sound system, provenientes de toda Europa, que se presentaban en el lugar y articulaban los escenarios y los sistemas de sonido. Tras varias polémicas, fue clausurado en 2006 por razones legales.
El estilo musical variaba dependiendo de los grupos que participaban, aunque generalmente era freetekno, que es un subgénero no-comercial y más «duro» (180 BPM) del techno. También se escuchaban minimal y hardcore techno, breakcore, speedcore, breakbeat, jungle, ragga y reggae, hip hop, ska y músicas del mundo entre otros.

## Historia
El primer CzechTek se llevó a cabo en 1994 en la localidad de Hostomice, organizado por el sound system Spiral Tribe y el colectivo de artistas Mutoid Waste Company. También participaron varios sound systems extranjeros. Los dos años siguientes el festival se llevaría a cabo en el mismo lugar, y a partir de 1997 se comenzó a elegir una ubicación diferente cada año, todas en la República Checa. Generalmente se situaba en tierras exmilitares o en prados cercanos a algún bosque. Esta ubicación siempre se revelaba un día antes del evento en los sitios web de rave checos. 
El nombre le fue dado por primera vez en 1999, y anteriormente carecía de un nombre «oficializado», por lo que se solía nombrar con el nombre del pueblo más cercano para referirse a él (Hostomice o Stará Huť).
A diferencia de otros festivales más comerciales como el Love Parade (Berlín) o su precursor el Street Parade (Zúrich), en el CzechTek había poca o ninguna organización, ya que la idea del free tekno ('techno libre') se basa en la libertad y la responsabilidad personal. No obstante, teknivales posteriores sí que requirieron una mejor organización debido al gran número de asistentes.

### Conflicto durante la edición 2005

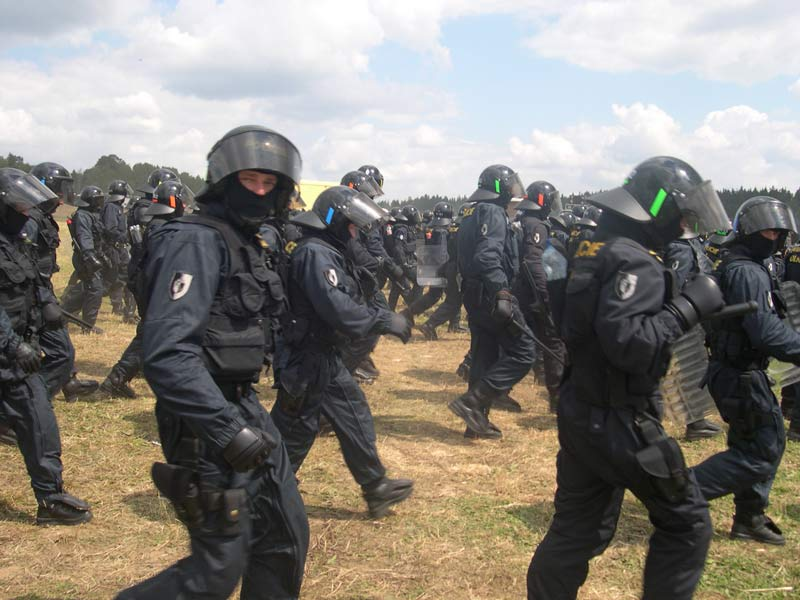
Intervención policial en CzechTek (2004)

Para el CzechTek 2005, los organizadores obtuvieron un permiso para utilizar un área de 13,5 ha en la pequeña aldea de Mlýnec (municipio de Přimda), muy cerca de la frontera alemana. A pesar de la aprobación, la policía tuvo que intervenir porque aparentemente los participantes desbordaron los límites del terreno y ocuparon áreas circundantes, por lo que los propietarios respondieron avisando a la policía y presentando una denuncia penal. La autopista D5 fue bloqueada, y 1.200 agentes de las fuerzas especiales de la policía checa atacaron a los asistentes con camiones lanzaaguas, porras y gases lacrimógenos. Alrededor de 150 personas fueron heridas.
Debido a los cientos de heridos y a la inmediata cobertura mediática, la edición 2005 supuso un punto de inflexión para el teknival, y se convirtió en un tema candente en la política checa. El ex primer ministro Jiří Paroubek, y su ministro del Interior František Bublan defendieron la actuación policial, acusando a los participantes de «propagar el SIDA y la hepatitis» así como de la «ola de violencia provocada por las drogas y el alcohol». También afirmó que «no son niños bailando, sino personas peligrosas y obsesionadas con tendencias anarquistas».
En las semanas siguientes hubo manifestaciones en Praga, Brno, Ostrava, París y Berlín. Cinco años después del Czechtek de Mlýnec, el tribunal le dio la razón a dos participantes del festival que denunciaron ciertas malas prácticas de la policía, y el Ministerio checo del Interior hubo de expresar una disculpa pública y un pago de 100.000 Kč por «intervención policial inadecuada».

### Edición 2006
Tras el revuelo causado en la pasada edición, los organizadores y el Gobierno acordaron realizar un último teknival que estuviese dentro del marco legal. Así pues, 2006 fue una de las ediciones más exitosas del CzechTek, con una asistencia aproximada de 40 mil personas. Contó con 68 escenarios, armados con 132 sound systems de diversas procedencias: 108 eran nacionales checos, 11 eran franceses, 4 alemanes, 4 británicos, 3 austríacos y 2 holandeses. Un terreno de 70 ha en el área militar de Hradiště (cerca de Mašťov) fue arrendado al Ejército de la República Checa y la policía se dedicó a gestionar el tráfico.

### Clausura
Los organizadores del CzechTek anunciaron que la situación del festival era «insostenible» y que la edición de 2006 sería la última. Más de 60 colectivos sound system firmaron la declaratoria de clausura colgada en la web oficial de CzechTek, exponiendo las siguientes razones:
- Desgaste gradual de la filosofía original del freetekno.
- Parasitismo de actores no relacionados, incluida la gran mayoría de los asistentes.
- Incapacidad y falta de voluntad para respetar los principios básicos de comportamiento en el espacio libre.

## Organización

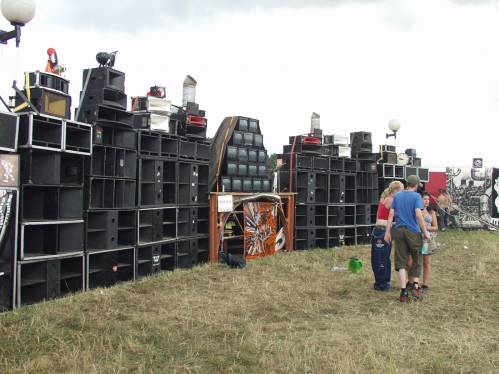
Sound system en la ed. 2004.

La estructuración y ensamblaje de los sistemas de sonido quedaban a cargo de cada colectivo sound system, que era un grupo de personas que poseían los potentes equipos de música y que los transportaban en camionetas hacia el lugar revelado el día antes de comenzar el festival. Muchos de estos grupos eran espontáneos o anónimos, puesto que su propósito no era el de ganar fama o lucrarse, sino ofrecer buena música. En muchos casos ni siquiera el DJ era visible. Los participantes bailaban frente a los altavoces durante el día y la noche. En algunos casos, la experiencia se complementaba con estroboscopios, proyecciones u otra decoración.

## Debate público
La organización de este evento acabaría siendo objeto de un intenso debate público en República Checa y el resto de Europa. Por un lado, sus participantes defendían la idea de un espacio temporal libre, abierto y sin restricciones (dicho de otra manera, un T.A.Z.). Por otro lado, los críticos señalaban que un evento de tal envergadura debía cumplir con los requisitos dictados por la ley referentes a: higiene, seguridad, servicio médico, protección de la propiedad privada de los terrenos...etc. y lo calificaron de «anárquico». Los participantes valoraban la atmósfera de libertad y tolerancia que se generaba en el CzechTek, y éstos mismos contribuían al correcto devenir del festival en forma de aportaciones económicas, limpieza, producción musical, comida y bebida. En este sentido, el festival defendía la cultura D.I.Y. (do it yourself, 'hágalo usted mismo'). Sin embargo, el rechazo social generalizado hacia el CzechTek, así como las quejas por el ruido o el allanamiento de tierras, dio a la policía la legitimidad para disolver el festival en las ediciones de 2004, 2005 y (parcialmente) de 2001. En cambio, las ediciones de 2002 y 2003 transcurrieron pacíficamente en terrenos legales y la policía solo se dedicó a monitorear la zona.
Ante estos ataques, los organizadores y participantes respondieron que la actuación policial fue desproporcional en relación con el grado de 'daño' que podía haber causado el festival, ya que elegían entornos rurales con poca población para perturbar lo menos posible y que por lo general siempre se limpiaba el terreno al acabar el evento.
Una organización «oficializada» habría requerido cobrar la entrada y dividir los roles de los participantes en organizadores por un lado y consumidores por el otro, lo cual va en contra de la propia esencia del teknival.

## Ediciones
| edición | fechas                    | ubicación                                | legalidad | asistentes     |
| ------- | ------------------------- | ---------------------------------------- | --------- | -------------- |
| 1994    | 28 de julio – ?           | Hostomice, Bohemia Central               | legal     | al menos 1.000 |
| 1995    | 26 de julio – ?           | Hostomice, Bohemia Central               | legal     | al menos 3.000 |
| 1996    | 26 – 28 de julio          | Hostomice, Bohemia Central               | legal     | 1.500          |
| 1997    | 25 – 27 de julio          | Stará Huť, Bohemia Central               | legal     | 5.000          |
| 1998    | 30 de julio – 4 de agosto | Stará Huť, Bohemia Central               | legal     | 5.000          |
| 1999    | 30 de julio – 4 de agosto | Hradčany nad Ploučnicí, Ralsko, Liberec  | ilegal    | 5.000          |
| 2000    | 28 de julio – 2 de agosto | Lipnice, Jílovice, Bohemia Sur           | ilegal    | 10.000         |
| 2001    | 27 – 30 de julio          | Doksy, Liberec                           | ilegal    | 10.000         |
| 2002    | 26 – 31 de julio          | Andělka, Višňová, Liberec                | legal     | 20.000         |
| 2003    | 25 de julio – 3 de agosto | Ledkov, Kopidlno, Hradec Králové         | legal     | 40.000         |
| 2004    | 30 de julio – 3 de agosto | Boněnov, Chodová Planá, Pilsen           | ilegal    | 20.000         |
| 2005    | 29 – 31 de julio          | Mlýnec pod Přimdou, Přimda, Karlovy Vary | legal     | 5.000          |
| 2006    | 28 de julio – 2 de agosto | Área Militar Hradiště, Karlovy Vary      | legal     | 40.000         |